# Catholic Youth Organization Sierra Leone
Catholic Youth Organization Sierra Leone (CYO Sierra Leone) ist ein römisch-katholischer Jugendverband in Sierra Leone. Er ist ein Teilverband des in Chicago (USA) beheimateten Catholic Youth Organization. Auf internationaler Ebene ist CYO Sierra Leone Mitglied im internationalen Dachverband katholischer Jugendverbände „Fimcap“.
Während der Ebola-Krise 2014 in Westafrika beteiligte sich CYO Sierra Leone am Kampf gegen Ebola, indem die Errichtung von Quarantäne-Häusern unterstützte. Diese Initiative wurde durch eine 0,7-Prozent-Spende des deutschen Partnerverbandes von CYO Sierra Leone „Katholische junge Gemeinde“ unterstützt.